# Edmond Mégy
Pour les articles homonymes, voir Mégy.
Léon Guillaume Edmond Mégy, dit Edmond Mégy, né le 9 février 1841 à Essonnes (Seine-et-Oise) et mort le 28 décembre 1884 à Colón Panama), est un militant  blanquiste sous le Second Empire puis membre de la Commune de Paris.

## Biographie

### Sous le Second Empire
Ouvrier mécanique, il a d'abord travaillé à Châlons, puis en Égypte, dans les chantiers qui opéraient à Suez à la coupe de l'isthme puis de nouveau en France, comme machiniste sur la ligne ferroviaire Paris - Lyon. Il est aussi un poète amateur et collaborateur épisodique de La Marseillaise.
Militant blanquiste, à la suite des émeutes à Paris après l'arrestation d'Henri Rochefort, la police a tenté de l'arrêter, mais il a réagi en tirant et en tuant le policier qui le 11 février 1870 était entré chez lui avant l'aube, une action non autorisée par la loi de cette époque. Jugé et défendu par Eugène Protot, il a également été condamné le 8 août à vingt ans de travaux forcés.

### La Commune de Paris
Amnistié à la chute de l'Empire, enrôlé dans la Première Internationale, il a servi dans la Garde nationale du 17e arrondissement de Paris et, pour avoir giflé un officier qui l'avait insulté, a été condamné à deux ans de prison, mais a évité la peine en se cachant. Il participa aux émeutes du 31 octobre 1870 et du 22 janvier 1871, et en mars, lorsqu'il se rendit à Marseille, à l'échec de la tentative d'établissement de la Commune dans cette ville.
De retour à Paris en avril, pendant la Commune de Paris, il fut placé aux commandes de la garnison du fort d'Issy, qu'il abandonna sans raison justifiée le 30 avril. Arrêté pour cette raison par Louis Rossel, il est libéré par Émile Eudes, qui le prend sous ses ordres. Il faisait partie du peloton d'exécution des six otages de la Roquette et combattit pendant la Semaine sanglante dans les barricades du faubourg Saint-Germain.

### Après la Commune
À la chute de la Commune, il a échappé aux condamnations à mort prononcées contre lui par les tribunaux militaires de Marseille et de Versailles en s'enfuyant à Genève et de là, il s'est installé en septembre aux États-Unis. Il trouva du travail à New York et rejoignit un cercle d'immigrants français ayant des idées blanquistes, qui fondèrent la Commune Refugee Society et collectèrent des fonds pour les veuves et les orphelins des morts. En mai 1873, il épousa une New-Yorkaise, Mary Gants.
Les époux Mégy se sont rendus en Europe en octobre 1875. D'abord à Londres, puis en Suisse, puis de nouveau à Londres et à Birmingham, en novembre 1877, ils retournèrent à New York. Amnistié en 1880, il n'est à Paris que quelques mois, se rétablissant à New York où, en 1883, il est nommé secrétaire du comité de promotion de l'érection d'un monument à Blanqui. En octobre 1884, il arriva à Colón, au Panama, à la recherche d'un travail, et frappé d'une crise cardiaque, il y mourut le 28 décembre en laissant sa femme et ses deux enfants.
Il aimait à dire, rappelant l'épisode du meurtre du policier qui l'avait rendu célèbre : « J’ai l’honneur d’avoir tracé avec un pistolet de quarante sous une ligne de démarcation entre le pouvoir arbitraire et le peuple ».